# Pierre Lequesne
Pour les articles homonymes, voir Lequesne.
Pierre Lequesne, né le 9 mai 1904 à Langogne (Lozère) et mort le 4 octobre 1947 à Ambalavao (Madagascar), est un militaire français, officier des Forces françaises libres et Compagnon de la Libération.
Il est l'un des douze compagnons de la Libération du  22e Bataillon de Marche nord-africain (22e BMNA).

## Biographie
Pierre (Fernand) Lequesne est né le 9 mai 1904 à Langogne en Lozère. Il s'engage en août 1923 au 27e Bataillon alpin de chasseurs à pied ; en mars 1924, il est nommé caporal et, deux mois plus tard, passe au 6e Bataillon de chasseurs alpins (6e BCA). En novembre 1924, il retrouve sa première unité et est promu sergent.
Au mois de mars 1926 le sergent Lequesne est dirigé sur le Levant et reste en poste pendant deux ans à Damas et au Djebel Druze au sein du 2e Régiment de tirailleurs tunisiens (2e RTT).
Rentré en France en 1928, il est admis à l'école d'officier de Saint-Maixent d'où il sort sous-lieutenant en 1930. Muté l'année suivante au 110e Régiment d'infanterie à Dunkerque, il est promu lieutenant en octobre 1932.
En 1935 Pierre Lequesne est mis à la disposition du général commandant supérieur des Troupes du Levant à l'état-major duquel il est affecté en 1938 après un passage au 1er Bataillon du 1er Régiment de tirailleurs marocains (1er RTM).
En janvier 1939 il reçoit ses galons de capitaine et, en septembre 1940, il est affecté au 12e RTT. Après la dissolution de son unité, il passe, en janvier 1941, au 16e RTT dont il commande une compagnie. En septembre 1941, au lendemain de la campagne de Syrie, le capitaine Lequesne rallie le général de Gaulle et les Forces françaises libres.
Très rapidement il est chargé de former, d'organiser et de commander la 22e Compagnie nord-africaine (22e CNA) avec laquelle, au sein de la 1ère Brigade française libre du général Koenig, il prend part aux opérations de Libye. Au cours des combats de Bir-Hakeim, du 27 mai au 11 juin 1942, il organise solidement et dans des conditions difficiles le point d'appui qui lui est confié. Le 9 juin, il mène sa compagnie à une contre-attaque malgré un très violent feu d'artillerie lourde et provoque de lourdes pertes chez l'ennemi.
En octobre 1942, de la même façon, il entraîne ses hommes à l'attaque au massif de l'Himeimat lors des combats d'El Alamein en Egypte.
Après les opérations en Tunisie, le 2 juin 1943, il se voit attribuer la Croix de la Libération par le général de Gaulle.
Promu chef de Bataillon, il reste, lors de la campagne d'Italie, à la tête de son unité devenue entre-temps le 22e Bataillon de marche nord-africain (22e BMNA). L'unité s'illustre sous l'impulsion de son chef, notamment dans la percée de la ligne Gustav dans le secteur du Garigliano, du 10 au 16 mai 1944. Mais le Bataillon paye, à l'occasion de ces opérations, un lourd tribut perdant 214 hommes dont 55 tués.
Le commandant Lequesne participe ensuite au débarquement en Provence le 16 août 1944 puis à la campagne des Vosges, lorsque le 22e BMNA intègre la 2e Brigade de la 1ère Division française libre, puis à celle d'Alsace avant de devoir, le 9 décembre 1944, quitter le 22e BMNA pour être envoyé en mission au Levant.
Après la guerre, promu au grade de lieutenant-colonel, il est volontaire pour prendre le commandement d'une demi-brigade à Madagascar.
Pierre Lequesne est décédé le 4 octobre 1947 en service commandé des suites d'un accident d'avion au cours d'une reconnaissance à Ambalavao. Il a été inhumé à Tananarive.

## Décorations
- Chevalier de la Légion d'honneur
- Compagnon de la Libération par décret du 2 juin 1943
- Croix de guerre 1939–1945, palme de bronze
- Croix de guerre des Théâtres d'opérations extérieurs
- Médaille coloniale

## Sources
- https://www.ordredelaliberation.fr/fr/compagnons/pierre-lequesne